# バグダード＝バスラ高速鉄道路線
バグダード＝バスラ高速鉄道路線（バグダードバスラこうそくてつどうろせん、英: Baghdad–Basra high-speed rail line）は、イラク共和国の首都バグダードとバスラを結ぶ都市間を2014年から運行している高速鉄道路線である。

## 計画
当路線は、2011年6月24日開催の2011年パリ航空ショーにて、フランス共和国の運輸担当副大臣であったティエリー・マリアニによって、最初に発表された。当路線が完成すると、ムサイーブ、カルバラー、ナジャフおよびサマーワを含む中間の都市と、バグダードとバスラの起終点を結ぶ、延長約650キロメートル (400 mi)の路線となる。
フランス企業のアルストムとイラク政府が提案した、当路線を建設するという契約に関して、彼は了解覚書 (MOU:Memorandum Of Understanding) に署名したと語った。
この年に、アルストムとイラク政府による独占交渉が行われる。
取引の発表時、マリアニはまた、彼が年内にプロジェクトを議論するためにイラクへ旅立つ予定であると語っている。
アルストムの広報担当者によると、同社は当路線の設計、建設および運行をカバーする契約を求める予定であったが、結局計画は取り消しされた。

## その後

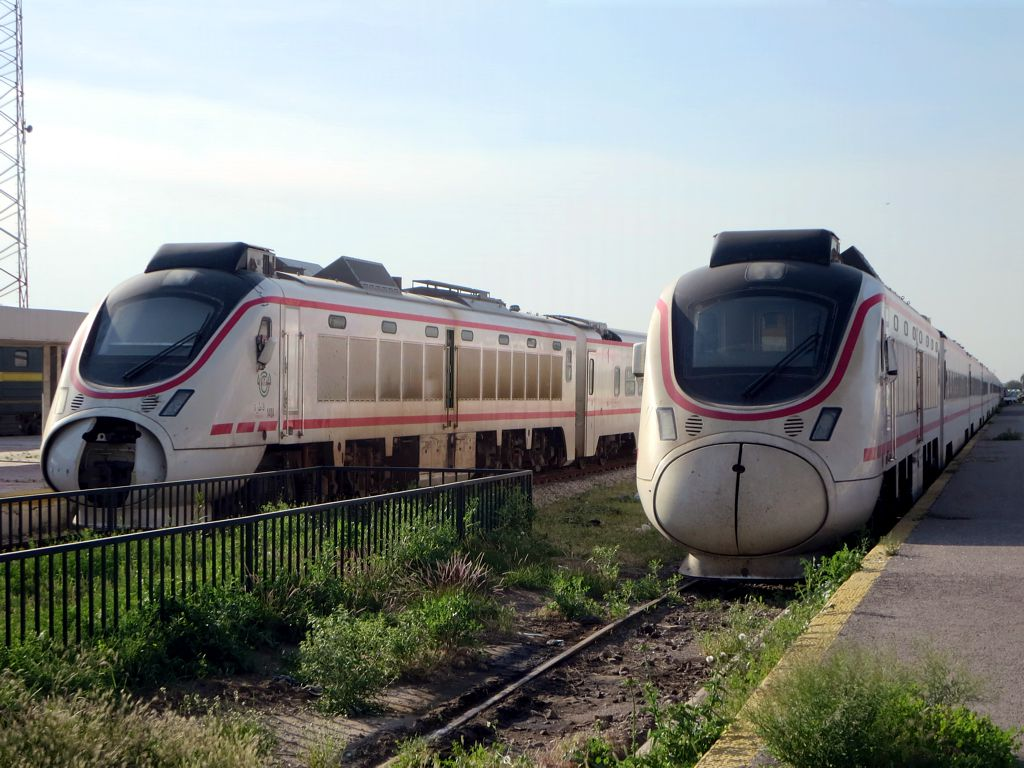
中国から導入された高速車両

2014年には当初予定した時速250kmから時速160kmになったものの、それまで老朽化した時速64kmの2つの車両しかなかったこの路線に中華人民共和国で製造された青島四方機車車輛の高速車両が導入された。